# Leopold Gołuchowski
Leopold Gołuchowski (ok. 1780 - 1822) – pochodził z Wołynia, był kapitanem. Za udział w wojnie z Rosją w 1812 roku został zesłany do Tambowa.